# 1,2-difenylethaan
1,2-difenylethaan, met als triviale naam bibenzyl of dibenzyl, is een aromatische verbinding die kan beschouwd worden als een derivaat van ethaan, waarbij elk van beide koolstofatomen van ethaan verbonden is met één fenylgroep. Het is een vaste stof, die zo goed als onoplosbaar is in water.

## Synthese
Bibenzyl kan gevormd worden uitgaande van tolueen, met behulp van een initiator (een organisch peroxide of hydroperoxide) die vrije radicalen vormt. De vrije radicalen reageren met tolueen tot een benzylradicaal, dit is een benzeenring verbonden met een CH2-groep die een ongepaard elektron heeft. Twee van dergelijke benzylradicalen vormen samen bibenzyl.
Bibenzyl kan ook uit tolueen bekomen worden door elementaire zwavel te gebruiken als koppelingsmiddel. De reactieproducten zijn zowel stilbeen als bibenzyl en H2S. De bibenzyl/stilbeen-verhouding kan beïnvloed worden door de gebruikte hoeveelheid zwavel te variëren en door het gevormde waterstofsulfide al dan niet te verwijderen gedurende de reactie.
Bibenzyl en stilbeen bekomt men ook door oxidatieve koppeling van tolueen gevolgd door dehydrogenering.

## Reacties
Bibenzyl kan worden gedehydrogeneerd tot stilbeen, bijvoorbeeld met behulp van DDQ als dehydrogeneringsmiddel. Stilbeen is als onverzadigde verbinding interessant, bijvoorbeeld als comonomeer in polymerisatiereacties.
Bibenzyl kan worden omgezet in ethylbenzeen door hydrokraken bij hoge temperatuur en druk en in aanwezigheid van waterstof. Ethylbenzeen is belangrijk als grondstof voor styreen en polystyreen.
Thermisch kraken van bibenzyl, waarbij de koolstof-koolstofbinding wordt verbroken en twee benzylradicalen ontstaan, geeft hoofdzakelijk tolueen en stilbeen, evenals benzeen, styreen, fenantreen en andere bijproducten. Deze reactie is uitgebreid bestudeerd, omdat ze beschouwd wordt als een goed model voor de thermolyse (thermische ontbinding) van steenkool.